# Фаренгейт (лунный кратер)
Кратер Фаренгейт (лат. Fahrenheit ) — небольшой ударный кратер в юго-восточной части Моря Кризисов на видимой стороне Луны. Название присвоено в честь немецкого физика Габриеля Фаренгейта (1686—1736) и утверждено Международным астрономическим союзом в 1976 г.

## Описание кратера

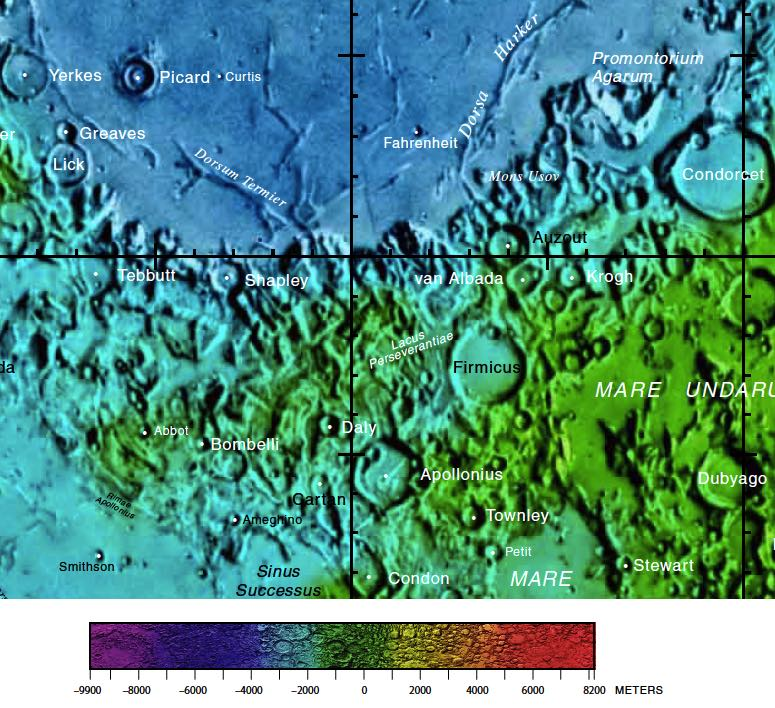
Окрестности кратера Фаренгейт. Фрагмент карты видимой стороны Луны.

Ближайшими соседями кратера Фаренгейт являются небольшой кратер Кертис на западе-северо-западе и крохотный кратер Лев на юго-востоке. С восточной и южной стороны от кратера располагаются гряды Харкера; на востоке-северо-востоке расположен мыс Агар; на юго-востоке - пик Усова. Селенографические координаты центра кратера 13°07′ с. ш. 61°43′ в. д. / 13,12° с. ш. 61,71° в. д., диаметр 6,7 км, глубина 1500 м.
Кратер имеет циркулярную чашеобразную форму и практически не разрушен. Вал с четко очерченной кромкой. Внутренний склон гладкий, с высоким альбедо. Высота вала над окружающей местностью достигает 220 м, объем кратера составляет приблизительно 9 км³. По морфологическим признакам кратер относится к типу ALC (по названию типичного представителя этого класса — кратера Аль-Баттани C).
До получения собственного наименования в 1976 г. кратер имел обозначение Пикар X (в системе обозначений так называемых сателлитных кратеров, расположенных в окрестностях кратера, имеющего собственное наименование).

## Сателлитные кратеры
Отсутствуют.

## Места посадок космических аппаратов
- 6 ноября 1974 года приблизительно в 15 км на юго-востоке от кратера в точке с координатами 12°40′ ю. ш. 62°08′ в. д. / 12,66° ю. ш. 62,13° в. д.G совершила неудачную посадку с последовавшим опрокидыванием советская автоматическая межпланетная станция «Луна-23».
- 18 августа 1976 года приблизительно в 15 км на юго-востоке от кратера в точке с координатами 12°45′ ю. ш. 62°12′ в. д. / 12,75° ю. ш. 62,2° в. д.G совершила посадку советская автоматическая межпланетная станция «Луна-24», доставившая на Землю колонку лунного грунта длиной около 160 сантиметров и весом 170 граммов.

## См.также
- Список кратеров на Луне
- Лунный кратер
- Морфологический каталог кратеров Луны
- Планетная номенклатура
- Селенография
- Минералогия Луны
- Геология Луны
- Поздняя тяжёлая бомбардировка